# Supreme Headquarters Allied Powers Europe

SHAPE:s heraldiska vapen med medlemsstaternas flaggor.

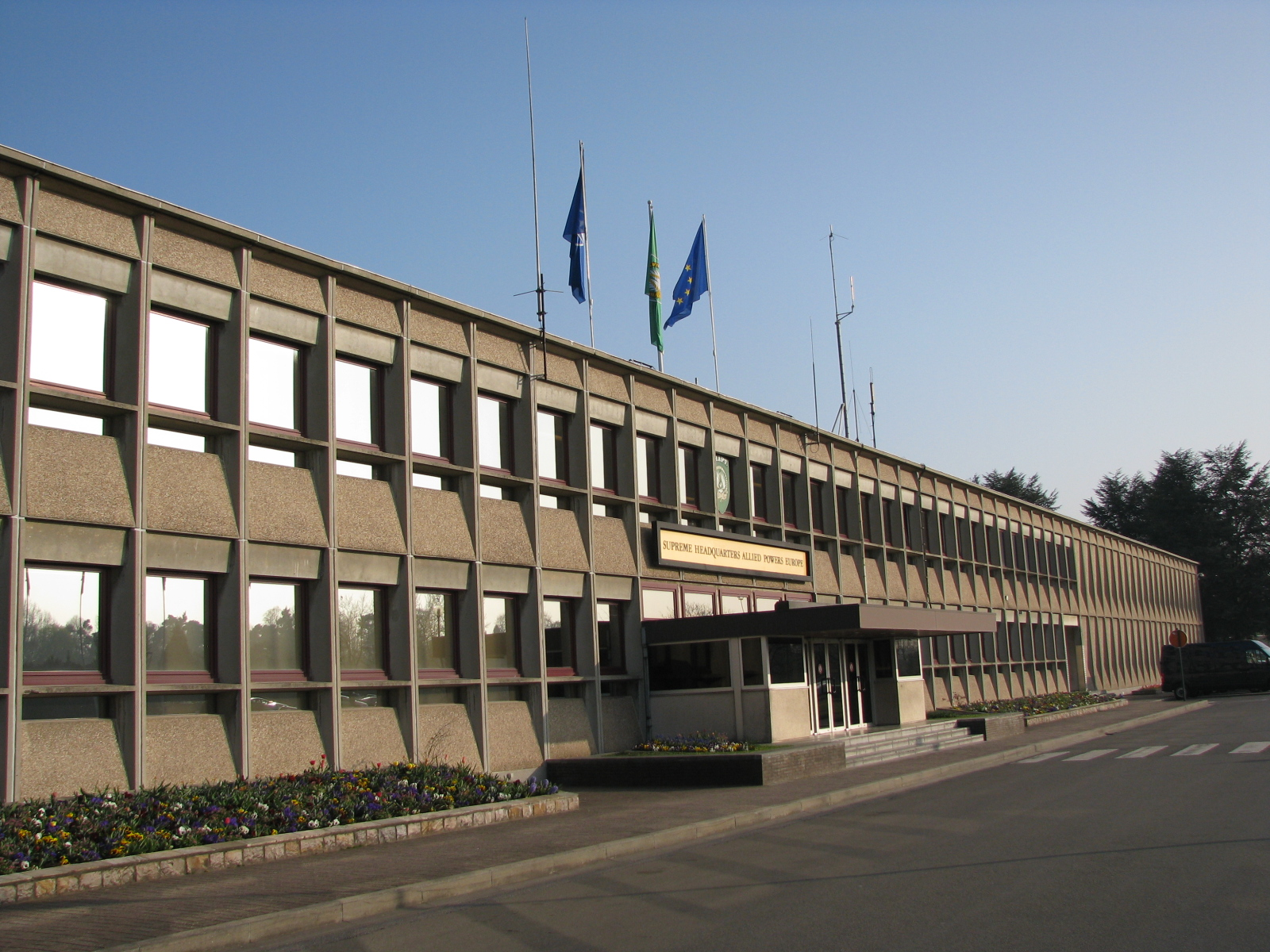
Högkvartersbyggnaden

Supreme Headquarters Allied Powers Europe (förkortning: SHAPE) är ett av Natos militärstrategiska högkvarter som är beläget i Casteau, norr om Mons i provinsen Hainaut i den federala regionen Vallonien i Belgien. 
SHAPE låg ursprungligen vid grundandet i Frankrike i Parisförorten Rocquencourt, men flyttade 1967 till Belgien som en följd av beslutet av Frankrikes president Charles de Gaulle att dra sitt land ut ur Natos militära kommandostruktur.
SHAPE är säte för Supreme Allied Commander Europe (SACEUR) som leder Allied Commad Operations (förkortning: ACO). Befattningen som SACEUR innehas alltid av en amerikansk general eller amiral som samtidigt har en parallell befälsroll utanför Nato över samtliga amerikanska trupper i Europa i egenskap av befälhavare över United States European Command.

## Allied Command Operations
| Heraldisk symbol | Namn                                               | Förkortning  | Garnisonsort                                                   | Not         |
|                  | Allied Joint Force Command Brunssum                | JFCBS        | Brunssum, Limburg, Nederländerna                               | [ 2 ] [ 3 ] |
|                  | Allied Joint Force Command Naples                  | JFC Naples   | Neapel, Kampanien, Italien                                     | [ 2 ] [ 3 ] |
|                  | Joint Force Command Norfolk                        | JFC-NF       | Norfolk, Virginia, USA                                         | [ 2 ] [ 3 ] |
|                  | Allied Air Command                                 | AIRCOM       | Ramstein Air Base, Rheinland-Pfalz, Tyskland                   | [ 2 ] [ 3 ] |
|                  | Allied Land Command                                | LANDCOM      | Izmir, İzmir, Turkiet                                          | [ 2 ] [ 3 ] |
|                  | Allied Maritime Command                            | MARCOM       | Northwood Headquarters, Hertfordshire, England, Storbritannien | [ 2 ] [ 3 ] |
|                  | Joint Support and Enabling Command                 | JSEC         | Ulm, Baden-Württemberg, Tyskland                               | [ 3 ]       |
|                  | NATO Communication and Information Systems Command | NCISG        | Mons, Hainaut, Vallonien, Belgien                              | [ 3 ]       |
|                  | Naval Striking and Support Forces NATO             | STRIKFORNATO | Oeiras, Estremadura, Portugal                                  | [ 3 ]       |